# Gabriel Soulages
Pour les articles homonymes, voir Soulages.
Gabriel Soulages, né le 21 août 1876 à Albi et mort le 10 décembre 1930 dans la même ville, est un auteur français de romans, de récits et de recueils légers.

## Biographie
Né à Albi, Louis Alexandre Étienne Gabriel Soulages est le fils de Louise Hortense Baradère et d’Étienne Alexandre Baptiste Gabriel Soulages. Son père (1838-1903), avocat, docteur en droit, est maire d'Albi du 25 janvier 1877 au 20 mai 1888.
Sans que l'on puisse l'établir avec certitude, Gabriel Soulages a probablement lui-même été avocat. Il a fait preuve dans son œuvre romanesque, inspirée par un aimable érotisme, d'une culture grecque et latine approfondie.
Gabriel Soulages a également été le directeur de La Revue sentimentale, mensuel éphémère édité à Paris puis à Albi, qui a compté 21 numéros en 1895-1896.
Il meurt le 10 décembre 1930, isolé et reclus dans sa maison d'Albi. Sa mort est annoncée dans la presse le 24 décembre.

## Œuvres
- Le Malheureux petit voyage, ou la misérable fin de Mme de Conflans, princesse de La Marsaille, rapportée par Marie-Toinon Cérisette sa fidèle et dévouée servante, Paris, Grasset, 1909 (et diverses rééditions, dont une illustrée par Carlègle en 1936, une autre par Maurice Leroy en 1942), ainsi qu'aux éditions du Baniyan en 1950, cette-fois illustrée par Paul-Emile Bécat).
- Du cœur, petite contribution à l'étude de l'amour illégitime, Paris, À Schéhérazade, 1910.
- Ce bougre d'original, tragédie en un acte, représenté pour la première fois au Théâtre Antoine le 21 février 1912.
- Les Plus Jolies Roses de l'Anthologie grecque, Paris, Crès et Cie, 1919.
- Les Pastorales de Théocrite, traduites intégralement par Gabriel Soulages, Paris, Kieffer, 1923 (bois originaux de J.B. Vettiner). (traduction des Idylles de Théocrite).
- L'Idylle vénitienne (Wikisource), Paris, Société le Livre, 1931.
- Des riens..., Paris, Mornay, 1926 (illustrations de Carlègle).
- Graffiti d'amour, Paris, Mornay, 1931 (illustrations de Carlègle). Recueil de traductions de graffitis grecs et latins apocryphes (il en est lui-même l'auteur).